# Anagyrus mohani
Anagyrus mohani är en stekelart som beskrevs av Sushil och Muhammad Sharif Khan 1996. Anagyrus mohani ingår i släktet Anagyrus och familjen sköldlussteklar. Inga underarter finns listade i Catalogue of Life.